# Alethe castanea
El alete castaño (Alethe castanea) es una especie de ave paseriforme de la familia Muscicapidae que habita en África central.

## Taxonomía
El alete castaño fue descrito científicamente por el ornitólogo estadounidense John Cassin como una subespecie del alete diademado (Alethe diademata) en 1856, pero actualmente se consideran dos especies separadas. Su género se clasificaba en la familia Turdidae pero fue trasladado a la familia Muscicapidae.
Se reconocen dos subespecies:
- A. c. castanea – se encuentra desde Nigeria al oeste de la República Democrática del Congo, llegando hasta el norte de Angola por el sur, además de la isla de Bioko, en el golfo de Guinea;
- A. c. woosnami – se extiende del centro de la República Democrática del Congo hasta Sudán del Sur y Uganda.

## Distribución y hábitat
Se extiende por los bosques tropicales húmedos de África central, desde Nigeria por el oeste a Uganda por el este, y llega a la República del Congo y la República Democrática del Congo y el norte de Angola por el sur.